# Мауро Боселлі
Мауро Боселлі (ісп. Mauro Boselli, нар. 22 травня 1985, Буенос-Айрес) — аргентинський футболіст, нападник. Найбільш відомий виступами за мексиканський «Леон», а також національну збірну Аргентини.

## Клубна кар'єра
Народився 22 травня 1985 року в місті Буенос-Айрес. Вихованець футбольної школи клубу «Бока Хуніорс». За основну команду клубу дебютував 2003 року, проте регулярно потрапляти до її «обойми» почав лише в сезоні 2004/05. 2005 року був орендований іспанською «Малагою» і наступний сезон провів, граючи за її другу команду в Сегунді, де отримував постійну ігрову практику.
2006 року повернувся до «Бока Хуніорс», в якому молодий нападник поступово дедалі більше залучався до матчів, хоча й залишався здебільшого гравцем ротації, поступаючись місцем в «основі» гравцю збірної Аргентини Родріго Паласіо та наддосвідченому Мартіну Палермо.

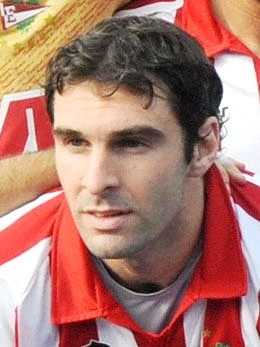
Мауро Боселлі під час виступів за «Естудьянтес». 2010 рік.

Влітку 2008 року половину прав на гравця придбав «Естудьянтес», в якому протягом наступних двох років Боселлі був основним гравцем нападу, демонструючи високу результативність. Зробив значний внесок у здобуття командою Кубка Лібертадорес 2009 року, ставши з 8-ма голами найкращим бомбардиром змагання. В іграх Апертури чемпіонату Аргентини 2010 року також став найкращим бомбардиром турніру з 13-ма забитими голами.
Того ж 2010 року результативного форварда запросив до свої лав «Віган Атлетік» з англійської Прем'єр-ліги, уклавши з ним чотирирічний контракт. Утім швидко адаптуватися в Англії в аргентинця не вийшло. Отримивши декілька нагод проявити себе, він ними не скористався і вже в січні 2011 року був відданий в оренду до італійського «Дженоа», а на початку наступного сезону — до «Естудьянтеса». На батьківщині відновив бомбардирські навички і став найкращим нападником команди за результатами сезону 2011/12. Влітку 2012 року «Віган» повернув гравця з оренди, і тренерський штаб англійської команди дав йому другий шанс. Нападник провів дюжину ігор в усіх турнірах, навіть відзначившись чотирма голами в національних кубкових змаганнях, проте у січні 2013 року знову погодився на оренду, цього разу до італійського «Палермо». 
Влітку 2013 року нападник залишив Європу, перейшовши до мексиканського «Леона». Відіграв у формі клубу з Леона наступні п'ять з половиною сезонів ігрової кар'єри. Тут знову став лідером атак команди, маючи середню результативність на рівні 0,56 гола за гру першості і здобувши три титули найкращого бомбардира мексиканського чемпіонату (в Апертурах 2014, 2015 і 2017 років).
У січні 2019 року про укладання контракту з 33-річним нападником оголосив бразильський «Корінтіанс». Тут аргентинець провів два роки і виграв чемпіонат Паулісти 2019 року. Згодом у 2021–2022 роках грав за парагвайський «Серро Портеньйо».
6 січня 2022 року Боселлі повернувся до «Естудьянтеса», де ще провів два роки. 2 листопада 2023 року Боселлі оголосив про завершення професійної футбольної кар'єри після закінчення сезону.

## Виступи за збірні
2005 року залучався до складу молодіжної збірної Аргентини. На молодіжному рівні зіграв у 5 офіційних матчах, забив 1 гол.
2009 року дебютував в офіційних матчах у складі національної збірної Аргентини. Протягом наступних двох років ще тричі залучався до ігор національної команди і відзначився одним голом.

## Статистика виступів

### Статистика клубних виступів
Станом на 1 липня 2016
| Сезон                     | Команда                   | Чемпіонат                 | Чемпіонат | Чемпіонат | Національний кубок | Національний кубок | Національний кубок | Континентальні кубки | Континентальні кубки | Континентальні кубки | Інші змагання | Інші змагання | Інші змагання | Усього | Усього |
| Сезон                     | Команда                   | Ліга                      | Ігор      | Голів     | Ліга               | Ігор               | Голів              | Ліга                 | Ігор                 | Голів                | Ліга          | Ігор          | Голів         | Ігор   | Голів  |
| ------------------------- | ------------------------- | ------------------------- | --------- | --------- | ------------------ | ------------------ | ------------------ | -------------------- | -------------------- | -------------------- | ------------- | ------------- | ------------- | ------ | ------ |
| 2002–03                   | «Бока Хуніорс»            | ПД                        | 1         | 0         | -                  | -                  | -                  | -                    | -                    | -                    | -             | -             | -             | 1      | 0      |
| 2003–04                   | «Бока Хуніорс»            | ПД                        | 0         | 0         | -                  | -                  | -                  | -                    | -                    | -                    | -             | -             | -             | 0      | 0      |
| 2004–05                   | «Бока Хуніорс»            | ПД                        | 10        | 2         | -                  | -                  | -                  | -                    | -                    | -                    | -             | -             | -             | 10     | 2      |
| 2005–06                   | «Малага Б»                | СД                        | 32        | 5         | КІ                 | ?                  | ?                  | -                    | -                    | -                    | -             | -             | -             | 32     | 5      |
| 2006–07                   | «Бока Хуніорс»            | ПД                        | 12        | 4         | -                  | -                  | -                  | -                    | -                    | -                    | -             | -             | -             | 12     | 4      |
| 2007–08                   | «Бока Хуніорс»            | ПД                        | 21        | 4         | -                  | -                  | -                  | -                    | -                    | -                    | -             | -             | -             | 21     | 4      |
| Усього за «Бока Хуніорс»  | Усього за «Бока Хуніорс»  | Усього за «Бока Хуніорс»  | 44        | 10        |                    |                    |                    |                      |                      |                      |               |               |               | 44     | 10     |
| 2008–09                   | «Естудьянтес»             | ПД                        | 26        | 10        | -                  | -                  | -                  | -                    | -                    | -                    | -             | -             | -             | 26     | 10     |
| 2009–10                   | «Естудьянтес»             | ПД                        | 31        | 22        | -                  | -                  | -                  | -                    | -                    | -                    | КЧС           | 2             | 1             | 33     | 23     |
| 2010-січ. 2011            | «Віган Атлетік»           | ПЛ                        | 8         | 0         | КА+КЛ              | 0+4                | 0+1                | -                    | -                    | -                    | -             | -             | -             | 12     | 1      |
| січ.-черв. 2011           | «Дженоа»                  | A                         | 7         | 2         | КІ                 | 0                  | 0                  | -                    | -                    | -                    | -             | -             | -             | 7      | 2      |
| 2011–12                   | «Естудьянтес»             | ПД                        | 29        | 11        | -                  | -                  | -                  | -                    | -                    | -                    | -             | -             | -             | 29     | 11     |
| Усього за «Естудьянтес»   | Усього за «Естудьянтес»   | Усього за «Естудьянтес»   | 86        | 43        |                    |                    |                    |                      |                      |                      |               |               |               | 86     | 43     |
| 2012-січ. 2013            | «Віган Атлетік»           | ПЛ                        | 7         | 0         | КА+КЛ              | 2+3                | 1+3                | -                    | -                    | -                    | -             | -             | -             | 12     | 4      |
| Усього за «Віган Атлетік» | Усього за «Віган Атлетік» | Усього за «Віган Атлетік» | 15        | 0         |                    | 9                  | 5                  |                      |                      |                      |               |               |               | 24     | 5      |
| січ.-черв. 2013           | «Палермо»                 | A                         | 8         | 0         | КІ                 | -                  | -                  | -                    | -                    | -                    | -             | -             | -             | 8      | 0      |
| 2013–14                   | «Леон»                    | ПД                        | 39        | 21        | КМ                 | 1                  | 2                  | КЛ                   | 7                    | 4                    | -             | -             | -             | 47     | 27     |
| 2014–15                   | «Леон»                    | ПД                        | 26        | 15        | КМ                 | 0                  | 0                  | ЛЧ                   | 2                    | 1                    | -             | -             | -             | 28     | 16     |
| 2015–16                   | «Леон»                    | ПД                        | 34        | 23        | КМ                 | 3                  | 3                  | -                    | -                    | -                    | -             | -             | -             | 37     | 26     |
| Усього за «Леон»          | Усього за «Леон»          | Усього за «Леон»          | 99        | 59        |                    | 4                  | 5                  |                      | 9                    | 5                    |               |               |               | 114    | 70     |
| Усього за кар'єру         | Усього за кар'єру         | Усього за кар'єру         | 291       | 119       |                    | 13                 | 10                 |                      | 9                    | 5                    |               | 2             | 1             | 315    | 135    |

### Статистика виступів за збірну
| Дата      | Місто    | Господарі | Результат | Гості      | Турнір                       | Голи | Примітки |
| --------- | -------- | --------- | --------- | ---------- | ---------------------------- | ---- | -------- |
| 1-10-2009 | Кордова  | Аргентина | 2 – 0     | Гана       | товариський матч             | -    |          |
| 27-1-2010 | Сан-Хуан | Аргентина | 4 – 2     | Коста-Рика | товариський матч             | -    |          |
| 1-6-2011  | Абуджа   | Нігерія   | 4 – 1     | Аргентина  | товариський матч             | 1    |          |
| 14-9-2011 | Кордова  | Аргентина | 0 – 0     | Бразилія   | Суперкласіко де лас Амерікас | -    |          |
| Усього    |          | Матчів    | 4         |            | Голів                        | 1    |          |

## Титули і досягнення
- Чемпіон Аргентини (5):

«Бока Хуніорс»: Апертура 2003, Апертура 2005, Клаусура 2006, Апертура 2008
«Естудьянтес»: Апертура 2010
- Чемпіон Мексики (2):

«Леон»: Апертура 2013, Клаусура 2014
- Володар Кубка Аргентини (1):

«Естудьянтес»: 2023
- Переможець Ліги Пауліста (1):

«Корінтіанс»: 2019
- Володар Кубка Лібертадорес (3):

«Бока Хуніорс»: 2003, 2007
«Естудьянтес»: 2009
- Володар Міжконтинентального кубка (1):

«Бока Хуніорс»: 2003
- Переможець Рекопи Південної Америки (3):

«Бока Хуніорс»: 2005, 2006, 2008

### Особисті
- Найкращий бомбардир чемпіонату Аргентини (1): Клаусура 2010 (13 голів)
- Найкращий бомбардир чемпіонату Мексики (3): Апертура 2014 (12 голів), Апертура 2015 (13 голів), Апертура 2017 (11 голів)
- Найкращий бомбардир Кубка Лібертадорес (1): 2009 (8 голів)